# Galvanizare

Galvanizare (acoperirea unui metal cu un strat de cupru

Galvanizarea este un proces electrochimic prin care se acoperă suprafața unui metal cu un alt metal al cărui ioni sunt disociați în soluția electrolitică.
Numele de galvanizare provine de la descoperitorul acestei metode, medicul italian Luigi Galvani (1737-1798).
Galvanizarea constă într-o baie electrolitică prin care circulă curent electric, în baie găsindu-se doi electrozi: un catod (de ex. o placă de metal care va fi acoperită cu un strat de cupru sau nichel) și polul pozitiv sau anod.
Curentul electric determină disocierea, transportul și depunerea ionilor de metal de la anod (cupru) la catod (metal), acest procedeu fiind numit galvanizarea metalului (acoperirea metalului cu un strat uniform de cupru). Intensitatea curentului influențează într-un raport direct proporțional stratul de cupru depus prin galvanizare.
Există și procedee de microgalvanizare utilizate în litografie sau la obiecte de artă.